# Rosalia lameerei
Rosalia lameerei là một loài bọ cánh cứng trong họ Cerambycidae.